# First Strike (1979)
First Strike ist ein US-amerikanischer Dokumentarfilm aus dem Jahr 1979. Der unter der Regie von Fleming E. Fuller entstandene und von der United States Air Force produzierte Film handelt von den möglichen Folgen eines atomaren Angriffs auf die USA.

## Handlung
First Strike ist in zwei Segmente aufgeteilt. Im ersten Teil des Films wird gezeigt, wie durch einen (fiktiven) nuklearen Überraschungsangriff der Sowjetunion auf die USA der größte Teil des amerikanischen Atomwaffenarsenals vernichtet wird. Um weitere Verluste zu verhindern, entschließt sich die US-Regierung zur Kapitulation.
Im zweiten Teil diskutieren mehrere Experten des US-Militärs und der amerikanischen Regierung darüber, wie man die USA vor atomaren Angriffen schützen könnte.

## Trivia
Einige Szenen aus First Strike wurden für den 1983 entstandenen Fernsehfilm The Day After wieder verwendet.